# Koiter Instituut Delft
Het onderzoeksinstituut Koiter Institute Delft (KID) werd in 1998 opgericht. Het instituut is vernoemd naar Warner T. Koiter, hoogleraar toegepaste mechanica die van 1949 tot 1979 verbonden was aan de Technische Universiteit Delft. 
Er zijn vier belangrijke onderzoeksgebieden, namelijk Numerieke Mechanica, Mechanica van Materialen, Dynamica  en Constructie Mechanica.
Prof.dr.ir. René de Borst was wetenschappelijk directeur van 1998 tot 2007.